# Пятилетка (Дагестан)
Пятилетка — село в Хасавюртовском районе Дагестана Россия. Входит в Костекский сельсовет.

## География
Расположено к северо-востоку от районного центра города Хасавюрт.
Ближайшие населённые пункты: на севере — село Хварши, на северо-западе — село Сентух, на северо-востоке — сёла Кохтебе и Казиюрт, на юге — село Акаро (Языковка), на юго-западе — село Костек, на западе — село Акнада.

## Население
| 1939  | 1959 | 1970 | 1984 | 1989 | 2002  | 2010  |
| ----- | ---- | ---- | ---- | ---- | ----- | ----- |
| 200   | ↗277 | ↗584 | ↗695 | ↗834 | ↗1239 | ↘1184 |
| 2021  |      |      |      |      |       |       |
| ↗1335 |      |      |      |      |       |       |

По данным переписи 2010 года в национальном составе села: аварцы составляли 60 %, чеченцы — 39 %, кумыки — 1 %

## Образование
Пятилеткинская средняя школа.